# Henne (Naumburg)

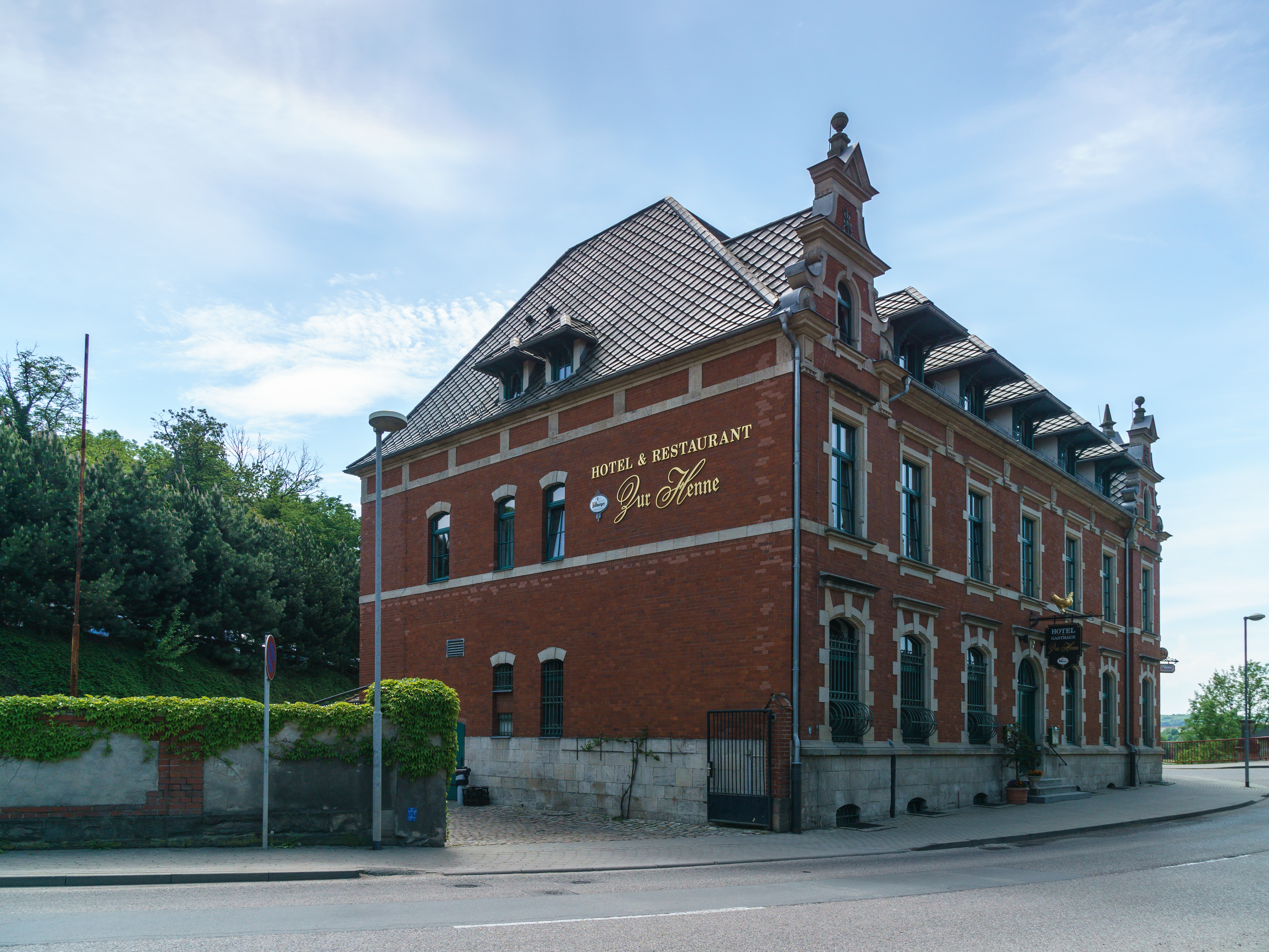
Gasthaus und Hotel in Henne

Der angeschlossene Stadtteil Henne in Naumburg (Saale) liegt nördlich der Domstadt direkt an der Saale. Von der Stadt ist er ca. 2,6 km entfernt. Durch den Stadtteil ist z. B. Freyburg an der Unstrut zu erreichen über die Landesstraße 207. Diese wiederum ist zugleich Teil der Bundesstraße 176 und 180. Er liegt im Postleitzahlenbereich 06618. Bemerkenswert ist auch der Saale-Wanderweg. Über die Saale führt die Henne-Brücke.

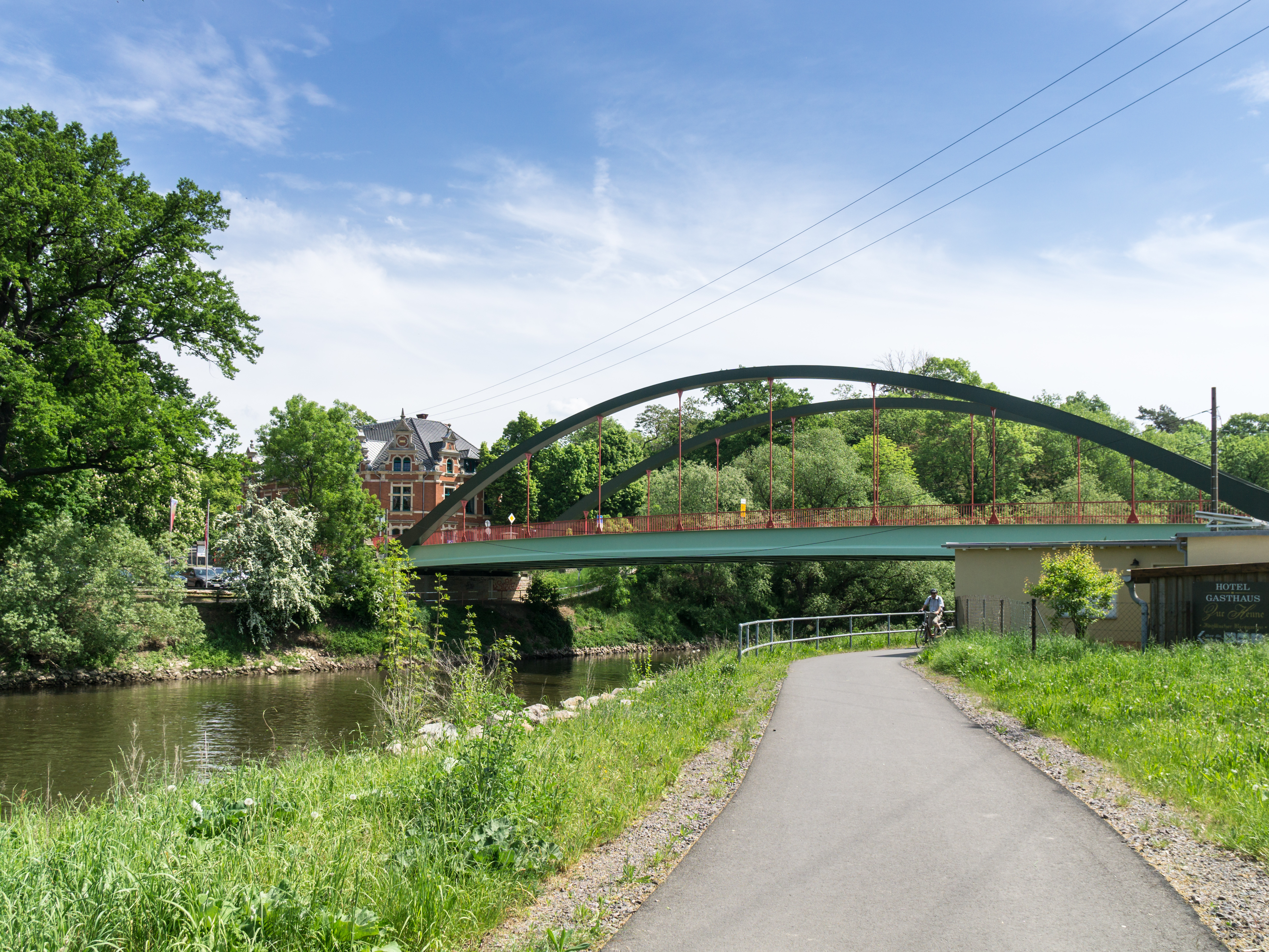
Henne-Brücke

 Bemerkenswert  ist auch die  Steinbogenbrücke  der Thüringer Bahn über der Saale.

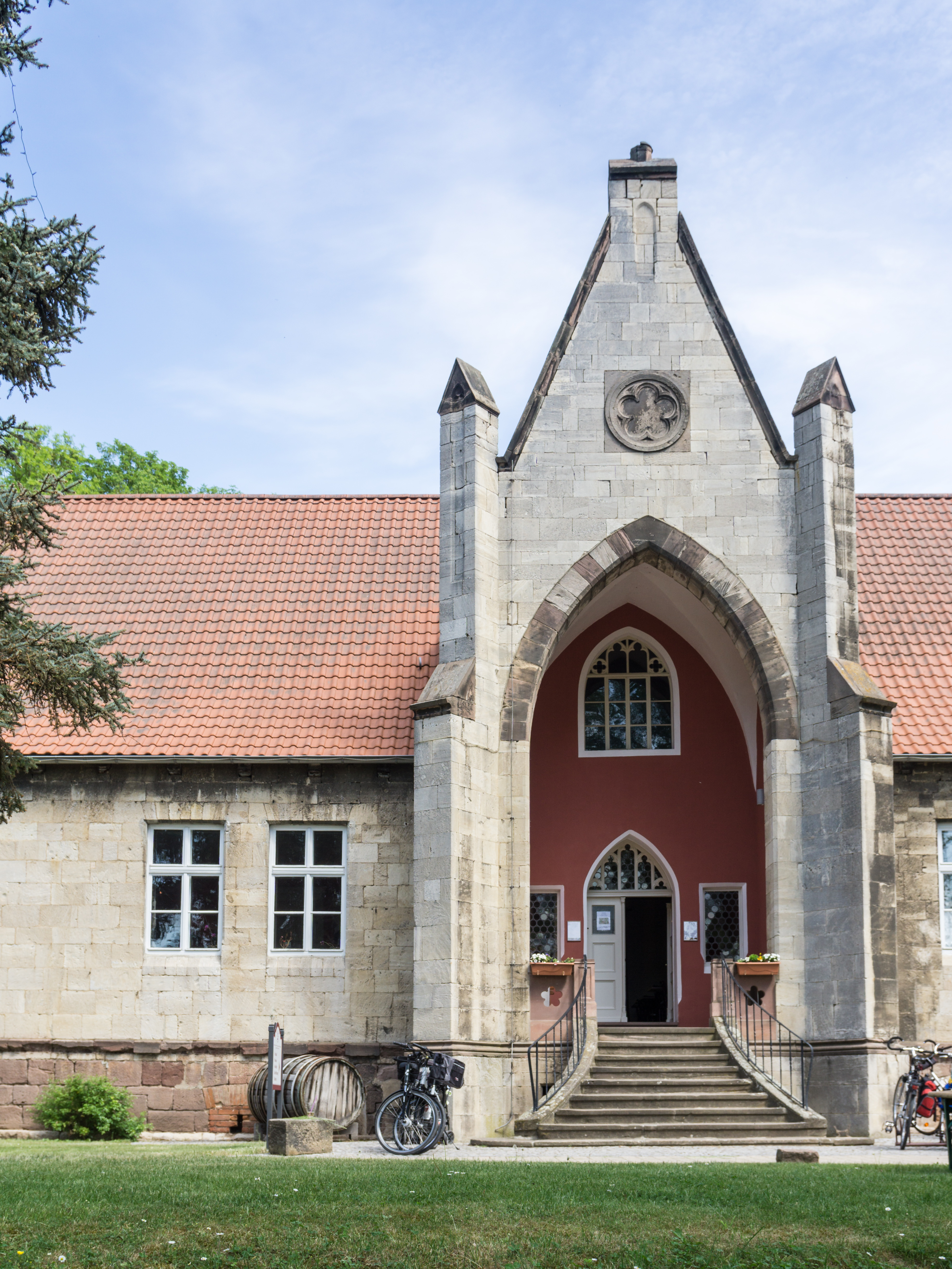
Champagnerfabrik Henne. Neugotisches Portal

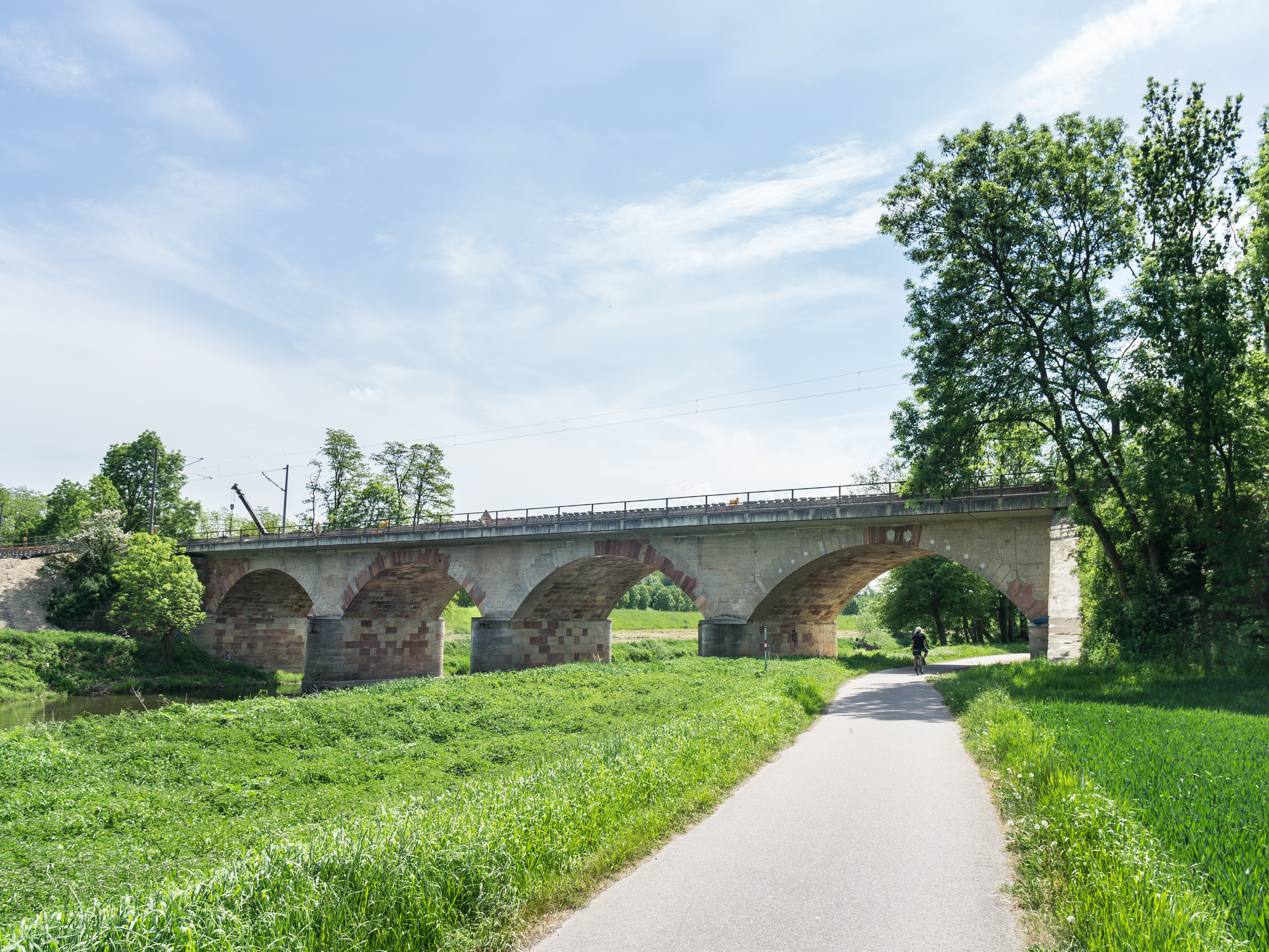
Steinbogenbrücke im Ortsteil Henne

Bereits 1278 wurde im Bereich Henne eine Fähre erwähnt, die 1354 in den Besitz des Domkapitels überging. Ein Andreas Bockert erhielt im Jahre 1712 vom Weißenfelser Herzog die Erlaubnis zur Errichtung der „Bockertschen Schenke“, die im Volksmund „Nackte Henne“ genannt wurde. So kam wohl der Vorort Naumburgs zu seinem Namen. 1806 weilte Königin Luise von Preußen hier. Der Stein mit der Aufschrift Luisenhöhe an dem Aussichtspunkt erinnert daran. Im Stadtteil Henne befinden sich alte Weingüter und eine ehemalige Brauerei mit Restaurant und Hotel. Rechts davon geht eine Straße ab nach Schellsitz. Direkt am Saaleufer befindet sich eine Champagnerfabrik.
In Henne befinden sich Objekte, die auf der Liste der Kulturdenkmale in Naumburg (Saale) stehen.